# 休利特港 (紐約州)
休利特港（英語：Hewlett Harbor）是位於美國紐約州拿騷縣的村。

## 人口
根據2020年美國人口普查的數據，休利特港的面積為2.15平方千米，當中陸地面積為1.88平方千米，而水域面積為0.27平方千米。當地共有人口1290人，而人口密度為每平方千米600人。